# Saint-Hilaire-la-Palud
Saint-Hilaire-la-Palud is een gemeente in het Franse departement Deux-Sèvres (regio Nouvelle-Aquitaine) en telt 1344 inwoners (1999). De plaats maakt deel uit van het arrondissement Niort.

## Geografie
De oppervlakte van Saint-Hilaire-la-Palud bedraagt 33,8 km², de bevolkingsdichtheid is 39,8 inwoners per km².
De onderstaande kaart toont de ligging van Saint-Hilaire-la-Palud met de belangrijkste infrastructuur en aangrenzende gemeenten.

## Demografie
Onderstaande figuur toont het verloop van het inwonertal (bron: INSEE-tellingen).